# Gunung Burtemun
Gunung Burtemun är ett berg i Indonesien.   Det ligger i provinsen Aceh, i den västra delen av landet, 1 700 km nordväst om huvudstaden Jakarta. Toppen på Gunung Burtemun är 2 252 meter över havet. Gunung Burtemun ingår i Pegunungan Pase.
Terrängen runt Gunung Burtemun är kuperad åt sydost, men åt nordväst är den bergig.Runt Gunung Burtemun är det ganska tätbefolkat, med 108 invånare per kvadratkilometer. I omgivningarna runt Gunung Burtemun växer i huvudsak städsegrön lövskog.